# 伊列克區

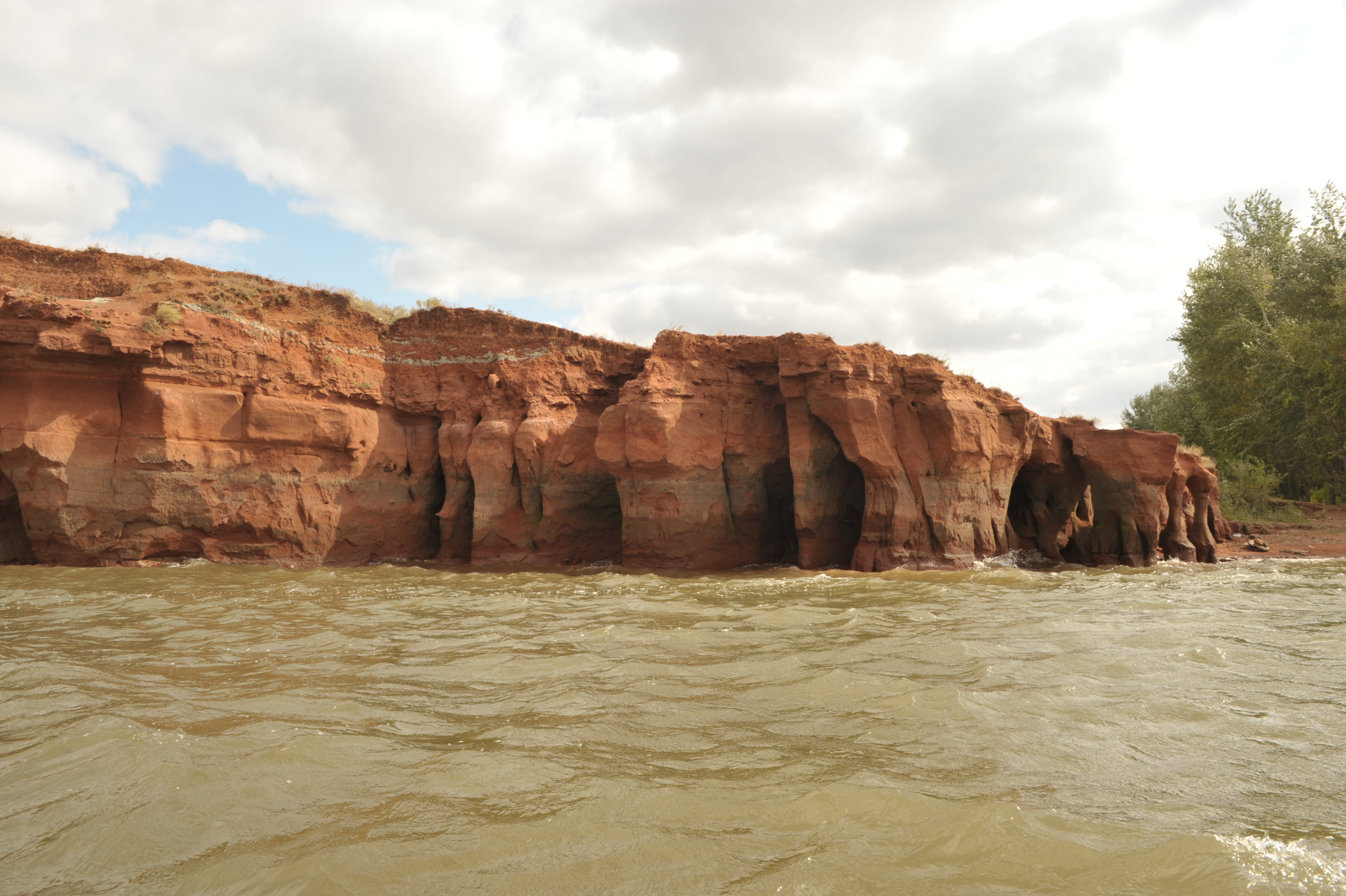

伊列克區（俄语：Илекский район），是俄羅斯的一個區，位於該國西南部，由奧倫堡州負責管轄，面積3,700平方公里，2010年該區人口25,150，人口密度每平方公里6.8人。
51°31′30″N 53°22′50″E / 51.52500°N 53.38056°E